# Universidade Upper Iowa
Estabelecida em 1857, a Universidade Upper Iowa (em inglês: Upper Iowa University) é uma universidade privada com seu campus principal localizado na cidade de Fayette no nordeste do estado de Iowa nos Estados Unidos. 
A universidade oferece mais de 40 cursos de graduação. Há aproximadamente 5000 estudantes matriculados. 

## História
Em 1854, Elizabeth Alexander, uma mulher pioneira que vivia perto do que é agora Fayette, Iowa, propôs a ideia de uma faculdade para o marido, Robert, que fez a doação de 10.000 dólares para a causa. Seu genro, Samuel Rodrigues, doou 5.000 dólares e 10 acres de terra. 
As aulas iniciaram em 07 de janeiro de 1857.

## Esportes
Em 2005 a universidade foi aceita como membro da NCAA Division II. O mascote da universidade é um pavão e por isso as equipes da universidade são conhecidas como Upper Iowa Peacocks.
Esportes:
- Basquetebol (Masculino e Feminino)
- Beisebol (Masculino)
- Futebol (Masculino e Feminino)
- Futebol Americano (Masculino)
- Golfe (Masculino e Feminino)
- Softbol (Feminino)
- Tênis (Feminino)
- Voleibol (Feminino)
- Wrestling (Masculino)